# Routusvaara
Routusvaara är en kulle i Finland.   Den ligger i den ekonomiska regionen Norra Lappland och landskapet Lappland, i den norra delen av landet, 800 km norr om huvudstaden Helsingfors. Toppen på Routusvaara är 370 meter över havet, eller 150 meter över den omgivande terrängen. Bredden vid basen är 3,0 km.
Terrängen runt Routusvaara är huvudsakligen platt, men åt nordost är den kuperad.  Trakten runt Routusvaara är nära nog obefolkad, med mindre än två invånare per kvadratkilometer. Närmaste befolkade plats är Eiscat, 16,3 km väster om Routusvaara. 